# 维约堡 (瓜德罗普)
维约堡（法語：Vieux-Fort，法語發音：[vjø fɔʁ]）是法国海外省瓜德罗普的一个市镇，属于巴斯特尔区。

## 地理
维约堡（15°56'55"N, 61°41'52"W）面积7.24 平方千米，位于法国海外省瓜德罗普。
与维约堡接壤的市镇（或旧市镇、城区）包括：古贝尔、三河镇。
维约堡的时区为UTC−04:00（大西洋时区）。

## 行政
维约堡的邮政编码为97141，INSEE市镇编码为97133。

## 政治
维约堡所属的省级选区为三河镇县。

## 人口

1962-2008年间维约堡人口变化图示

维约堡于2022年1月1日时的人口数量为1730人。